# 마가히어
마가히어(Magahi) 또는 마가디어(Magadhi)는 동인도의 비하르주, 자르칸드주, 서벵골주, 네팔의 테라이주에서 사용되는 인도아리아어군 언어이다. 마가다 프라크리트어(Magadhi Prakrit)는 마가히어의 조상으로, 후자의 이름에서 유래되었다.
마가히어는 민요와 이야기의 매우 풍부하고 오래된 전통을 가지고 있다. 그것은 비하르주의 10개 구(가야구, 바그푸르구, 파트나구, 제하나바드구, 오랑가바드구, 날란다구, 세이크푸라구, 나와다구, 라키사라이구, 아르왈구)와 자르칸드주의 8개구(하자리배그구, 팔라무구, 차트라구, 코데르마구, 잠타라구, 보카로구, 단바드구, 기리디히구)과 서벵골주의 말다구에서 사용된다. 마가히어의 방언으로 여겨지는 1,200만 명의 마가히어 사용자와 800만 명의 코르타어 사용자를 포함하여 약 20,700,000명의 마가히어 사용자가 있다.
마가히는 고대 마가다 왕국에서 만들어진 고대 마가다 프라크리트어에서 유래되었는데, 그 핵심은 갠지스강 남쪽과 손강 동쪽 지역이었다.
마가히어의 화자 수는 약 1,260만 명이지만 인도에서는 헌법적으로 인정받지 못하고 있다. 비하르주에서 힌디어는 교육 및 공식적인 문제에 사용되는 언어이다. 마가히어는 1961년 인구 조사에서 힌디어로 합법적으로 흡수되었다.